# Le Guislain
Le Guislain è un comune francese di 117 abitanti situato nel dipartimento della Manica nella regione della Normandia.

## Società

### Evoluzione demografica
Abitanti censiti